# STS-118
إس تي إس-118 (بالإنجليزية: STS-118)‏ الرحلة التاسعة عشر بعد المائة ضمن برنامج مكوك الفضاء لوكالة ناسا، والرحلة العشرون على متن مكوك الفضاء إنديفور وهي الأولى للمكوك منذ سنة 2002، انطلقت الرحلة في 8 أغسطس سنة 2007 من مركز كينيدي للفضاء ، وهبطت بتاريخ 21 أغسطس في مركز كينيدي أيضاً، بعد إثنى عشر يوماً و17 ساعة مكثتها الرحلة في الفضاء، تم خلال الرحلة الرسو على محطة الفضاء الدولية، وتسليم عناصر من وحدة كيبو اليابانية للمحطة، بلغ عدد الرواد المشاركين في الرحلة سبعة رواد من بينهم رائد فضاء كندي.